# Dendrophthora leucocarpa
Dendrophthora leucocarpa là một loài thực vật có hoa trong họ Santalaceae. Loài này được (Pacz.) Trel. mô tả khoa học đầu tiên năm 1916.